# Sophie Hitchon
Sophie Hitchon (Burnley, Reino Unido; 11 de julio de 1991) es una atleta británica, especializada en la prueba de lanzamiento de martillo en la que llegó a ser medallista de bronce olímpica en 2016.

## Carrera deportiva
En los JJ. OO. de Río 2016 ganó la medalla de bronce en el lanzamiento de martillo, con una marca de 74.54 m que fue récord de Reino Unido, tras la polaca Anita Włodarczyk (oro con 82.29 m que fue récord del mundo) y la china Zhang Wenxiu.